# DC國度
DC國度（英語：DC Nation）為基於DC漫畫的節目和短片，於卡通頻道的週六早晨卡通播出。首映於2012年3月3日，由華納兄弟動畫製作，節目包含了綠光戰警：動畫系列、少年正義聯盟和2013年的當心蝙蝠俠等等。2012年6月8日卡通頻道宣布將基於DC國度的新少年悍將短片再現少年悍將，新系列少年悍將 GO！將上映於2013年。新集數已於同年4月開始放送。

## 節目
| 序 | 節目               | 播映                         |
| -- | ------------------ | ---------------------------- |
| 1  | 少年正義聯盟       | 2012年3月3日 – 2013年3月16日 |
| 2  | 綠光戰警：動畫系列 | 2012年3月3日 – 2013年3月16日 |
| 3  | DC國度短片         | 2012年3月3日 – 2014年5月14日 |
| 4  | 少年悍將 GO！      | 2013年4月23日 – 至今         |
| 5  | 當心蝙蝠俠         | 2013年7月13日 – 2013年12月   |